# Stelis aernbyae
Stelis aernbyae är en orkidéart som beskrevs av Carlyle August Luer och Stig Dalström. Stelis aernbyae ingår i släktet Stelis och familjen orkidéer. Inga underarter finns listade i Catalogue of Life.